# عالی‌کلا
عالیکلا، روستایی است از توابع بخش چهاردانگه شهرستان ساری در استان مازندران ایران.

## جمعیت
این روستا در دهستان پشتکوه قرار داشته و براساس آخرین سرشماری مرکز آمار ایران که در سال ۱۳۹۵ صورت گرفته، جمعیت آن ۴۹نفر (۲۰خانوار) بوده‌است.
روستای عالی‌کلا در سرشماری سال ۱۳۹۵
| شمار خانوار | جمعیت | زن | مرد |
| ۲۰          | ۴۹    | ۲۹ | ۲۰  |